# Werkbundsiedlung
Werkbundsiedlung ist der Oberbegriff für experimentelle Wohnsiedlungen, die auf Initiativen unterschiedlicher europäischer Werkbünde errichtet werden. Im Rahmen zeitlich begrenzter Ausstellungen aus dauerhaften und temporären Bauten werden aktuelle Möglichkeiten und Entwicklungen im Siedlungswesen exemplarisch dargestellt.

## Zielsetzung und Geschichte

### Anfang
Ihren Anfang hatten die Werkbundsiedlungen in den 1920er Jahren. Die Mustersiedlungen waren, neben den Fachzeitschriften, die Sprachrohre der neuen Baukultur. Neben der wohl bekanntesten, der Weißenhofsiedlung in Stuttgart, fanden weitere in der Tschechoslowakei, der Schweiz, in Italien, Österreich und Schweden statt. Die Organisatoren waren die Werkbünde der jeweiligen Länder.
Mit den Werkbundsiedlungen wurde für die internationale Architektenschaft ein Raum für Experimente mit neuen Technologien geschaffen. Neben der Industrialisierung des Bauens durch Vorfertigung und neue Bautechniken standen neue Wohnformen und Formen des sozialen Zusammenlebens im Mittelpunkt. Dazu gehörten am Anfang bspw. Apartmenthäuser für Alleinstehende, selbstbewirtschaftete Einfamilienhäuser oder besonders ökonomische Grundrisse im Geschosswohnungsbau durch Vereinheitlichung und Typisierung. Damit einher ging eine neue ästhetische Formensprache, aufbauend auf Theorien und gestalterischen Vorstellungen, wie sie damals an vielen Orten entwickelt wurden.
Die Vorläufer die Werkbundsiedlungen waren die Gartenstadt Dresden-Hellerau (1906–1913) und die Werkbundausstellungen, die 1913–1914 in Köln und 1924 in Berlin stattfanden und in denen die neusten Entwicklungen im Design präsentiert wurden. Solche Ausstellungen waren auch in den folgenden Jahren ein eigener Bestandteil der Werkbundsiedlungen während der Dauer der eigentlichen Ausstellung.

### Gegenwart
Nach der Hochzeit der Werkbünde bis 1933 und der Unterbrechung durch den Zweiten Weltkrieg, wurden in den folgenden Jahrzehnten immer wieder Wohnungs- und Siedlungsprojekte unter Beteiligung des Werkbundes initiiert, die jedoch nicht als „Werkbundsiedlungen“ bezeichnet wurden.
Zum 100-jährigen Bestehen des Deutschen Werkbunds hatte der Werkbund Bayern den Bau einer neuen Werkbundsiedlung in München, der Gründungsstadt des Werkbunds, initiiert. Auf Basis des städtebaulichen Konzepts des japanischen Architekten Kazunari Sakamoto sollte ursprünglich ab dem Jahr 2007 mit dem Bau der neuen Werkbundsiedlung „Wiesenfeld“ mit rund 500 Wohnungen nach Entwürfen von zwölf internationalen Architekturbüros begonnen werden. Die bautechnischen, sozialen, gestalterischen und ökonomischen Leitlinien wurden um Aspekten des umweltgerechten Bauens und der Grünplanung erweitert. Am 4. Oktober 2007 wurde das Konzept des Architekten durch den Stadtrat München abgelehnt und wird nicht mehr weiterverfolgt. Der Grund war, dass die Stadt München auf ihren Flächen nur noch verdichtet bauen möchte und die Entwürfe überwiegend lockere Bebauung vorsahen.
Auch das Projekt einer WerkBundStadt (ab 2015) des Deutschen Werkbunds Berlin wurde nicht realisiert.
2019 erhielten die Werkbundsiedlungen das Europäische Kulturerbe-Siegel der Europäischen Kommission.

### Chronologie
- 1927 Werkbundsiedlung Stuttgart auch Weißenhofsiedlung
- 1928 Werkbundsiedlung Brünn auch Nový Dům
- 1929 Werkbundsiedlung Breslau auch WUWA
- 1929 Werkbundsiedlung Karlsruhe auch Dammerstocksiedlung
- 1932 Werkbundsiedlung Wien
- 1932 Werkbundsiedlung Neubühl in Zürich-Wollishofen
- 1932/33 Werkbundsiedlung Prag auch „Baba“
- 1978 Werkbundsiedlung „Dörfle“ in Karlsruhe
- 1986 Werkbundsiedlung „Am Ruhrufer“ in Oberhausen
- 2000 Werkbundsiedlung Zweibrücken, auch Weiße Kaserne Zweibrücken „Quartier écologique“ (Projekt)
- 2006 Werkbundsiedlung München auch Werkbundsiedlung Wiesenfeld, nicht umgesetzt
- 2015 WerkBundStadt Berlin, nicht umgesetzt